# Pimelodendron griffithianum
Pimelodendron griffithianum là một loài thực vật có hoa trong họ Đại kích. Loài này được Johannes Müller Argoviensis miêu tả khoa học đầu tiên năm 1866 dưới danh pháp Stomatocalyx griffithianus. Năm 1880 George Bentham chuyển nó sang chi Pimelodendron với danh pháp Pimelodendron griffithianum, nhưng chỉ tới năm 1888 thì Joseph Dalton Hooker mới công bố hợp lệ danh pháp này.